# Flachslanden
Flachslanden là một đô thị ở huyện Ansbach bang Bayern nước Đức. Đô thị Flachslanden có diện tích km², dân số thời điểm ngày 31 tháng 12 năm 2006 là 2481 người.